# Raymond Paley
Raymond Edward Allen Christopher Paley (Bournemouth, 7 de janeiro de 1907 — Banff, 7 de abril de 1933) foi um matemático inglês. Sua área de trabalho foi análise.

## Vida e obra
Paley frequentou o Eton College e estudou no Trinity College em Cambridge, aluno de John Edensor Littlewood. Em 1930 recebeu o Prêmio Smith. Com Littlewood e Antoni Zygmund trabalhou com séries de Fourier e seguiu depois para os Estados Unidos, a fim de continuar trabalhando com análise harmônica com Norbert Wiener no Instituto de Tecnologia de Massachusetts. O teorema de Paley-Wiener está relacionado a ele. Sua promissora carreira foi interrompida em 1933 (para o ano seguinte ele estava previsto ser um AMS Colloquium Lecturer), quando foi soterrado por um deslizamento de neve em Banff, um local de férias para esquiadores no Canadá. Estava sozinho em um local a cerca de 3 mil metros de altitude.

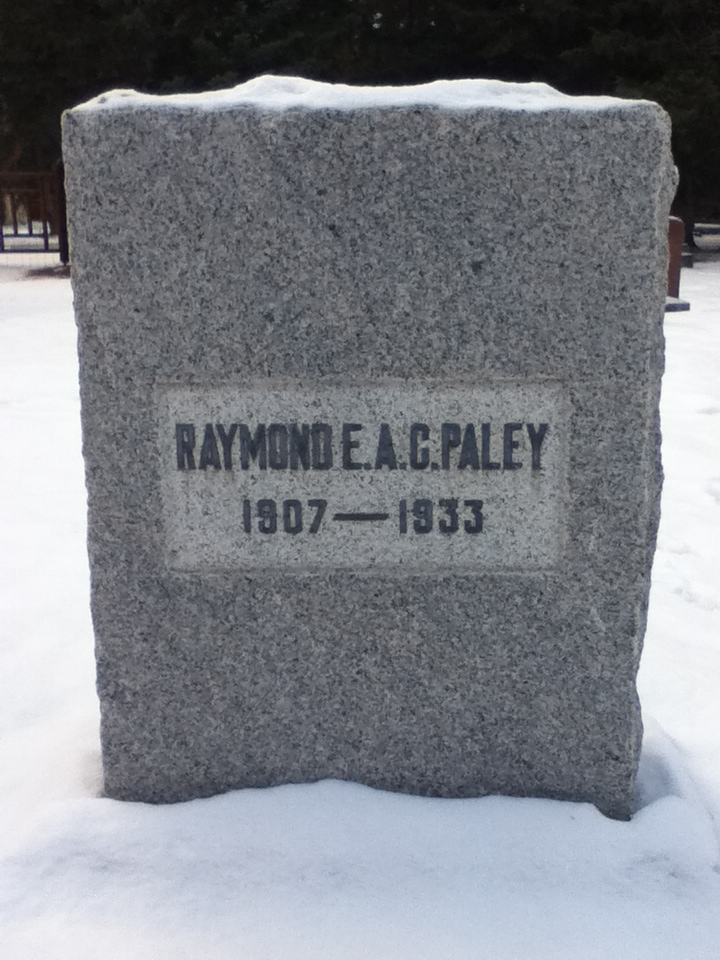
Pedra sepulcral no Old Banff Cemetery